# Larry King Live
Larry King Live byla americká televizní talk show vysílaná na CNN v letech 1985–2010, moderovaná Larrym Kingem. Byl to nejsledovanější a nejdéle vysílaný pořad stanice CNN, s více než jedním milionem diváků každý večer.
Pořad byl převážně vysílán ze studia CNN v Los Angeles, ale příležitostně i ze studií CNN v Atlantě, New Yorku či Washingtonu, D.C. Ve svém pořadu Larry King každý večer zpovídal jednu či více prominentních osobností, obvykle celebrity, politiky či podnikatele. Hodinový pořad byl vysílán v některých oblastech až třikrát denně a byl prostřednictvím CNN International dostupný na celém světě. 
29. června 2010 King oznámil ukončení pořadu. Poslední plánovaná epizoda byla vysílána 16. prosince, ale ještě dva dny poté byla vysílána jedna mimořádná o boji proti rakovině.
Pořad Larry King Live byl nahrazen pořadem Piers Morgan Tonight, což byla talk show moderovaná britským žurnalistou a moderátorem Piersem Morganem. V roce 2013 byla show přejmenována na Piers Morgan Live, ale 28. března 2014 byla zrušena.